# Хумани антирабијски имуноглобулин
Хумани антирабијски имуноглобулин је лек који припада групи протеинских лекова под називом имуносеруми и имуноглобулини, јер садржи специфичне имуноглобулине против вируса беснила (рабијеса). Унет у организам овај имуноглобулин доспева у крв и телесне течности где штити организам од потенцијално штетних материја као што су токсини и инфективни агенси.

## Имуносеруми и имуноглобулини
Имуноглобулини, којих има пет главних класа су по својој структури велики молекули у облику слова И. Свака класа, која има нешто другачију улогу у телу, поседује специфичну форму тешког ланца који се означава грчким словом: гамма (ИгГ), алпха (ИгА), му (ИгМ), епсилон (ИгЕ), или делта (ИгД). Најзаступљенији имуноглобулини у периферној крви су они из класе ИгГ, затим следе они из гкласе ИгА и ИгМ. ИгД и ИгЕ имуглобини присутни су у малом броју. Лаки ланци имуноглобулина означавају се грчким словима каппа (κ) или ламбда (λ).
За имунитет су најзначајнији ИгГ имуноглобулини. На врховима њихових кракова налазе се специфична подручја за разне антигене којима организам може бити изложен (вируси, бактерије). То значи да за сваког узрочника постоји специфична врста имуноглобулина ИгГ који је посебно грађен за одређени узрочник. Кроз плаценту трудница, од свих класа једино пролази ИгГ, који је и најзаступљеније је од свих класа имуноглобулина у новорођенчади.

## Примена
Примена готових имуноглобулина или имуносерума назива се пасивна имунизација. Антитела садржана у препарату ИгГ имају очувану биолошку функцију да потпомогну опсонизацију, фиксацију комплемента и инактивацију патолошких микроорганизама и њихових токсина.
Имуноглобулини се могу применити на два начина:
- Уносом целокупног серума крви особе која је била изложена одређеном антигену. У овом случају говоримо о имунизацији применом имуносерума.
- Уносом само имуноглобулина: смеше више имуноглобулина или одређених специфични имуноглобулин. У овом случају говоримо о имунизацији посебном фракцијом серумских протеина.

Нормални хумани имноглобулин (ИгГ), добијен из хумане плазме, може се користити као супституциона терапија у стањима дефицијенције антитела, ку стањима имуносупресије или као заштита осетљивих особа од инфекције беснилом или других вирусних инфекција. ИгГ су такође доступни и од особа са вискоким концентрацијама антитела специфичних за одређена опасна стања (хепатитис Б, беснило, тетанус).

### Индикације
Хумани антирабијски имуноглобулин се користи за превенцију беснила код особа:
- после настајања огреботина, уједа или других повреда које укључују контаминацију слузокоже са инфицираним ткивом, као што је пљувачка животиње за коју се сумња да је инфицирана беснилом.
- које су биле у контакту са животињама за које се сумња да су оболеле од рабијеса или особа чије су мукозне мембране контаминиране ткивима оболелих животиња (нпр. Салива).[5]

Хумани антирабијски имуноглобулин индикован је само код особа које претходно нису комплетно имунизоване вакцином против рабијеса. Препарат Хумани антирабијски имуноглобулин треба применити што је могуће пре након инфекције вирусом рабијеса, без обзира на дужину протеклог времена, истовремено са првом дозом антирабијске вакцине.
Уколико је вакцинација започета без примене антирабијског имуноглобулина, његова накнадна примена се може извршити најкасније до осмог дана од почетка вакцинације, не одступајући притом од оригиналног упутства за начин и време примене вакцине.
Према препорукам СЗО, лек треба употребити увек у комбинацији и истовремено са првом дозом вакцине против беснила.

## Нежељена дејства
Као и сви лекови, поред основне намене, и овај може да изазове нежељена дејства која понекад могу бити озбиљна, јер на Хумани антирабијски имуноглобулин сваки пацијент реагује различито на исту дозу лека. Накчеешћа нежељена дејства су:
- Бол и нелагодност на месту ињекције; овај локални бол се може умањити применом мањих волумена у више ближе груписаних места.
- Грозница, кожне реакције или језа.
- Повраћање и мућнина,
- Хипотензије (низак крвни притисак), тахикардије (убрзан рад срца)
- Реакција алергијског типа. Сумња на алергијски или анафилактички тип реакција захтева моментални прекид терапије. Алергијске реакције, могу да буду; стезање у грлу или грудима, отицање језика, усана или око очију, благе оспе на кожи (копривњача) или по целом телу (уртикарија), отежано дисање или црвенило. Све ово може напредовати до шока.

Уколико се јави било које нежељене дејстве одмах треба обавестите лекара или фармацеута, који лечи пацијента.

## Складиштење и стабилност антирабијски имуноглобулин
Аантирабијски имуноглобулини морају се чувати на температури између + 2 °C и + 5 °C (другим речима у фрижидеру, избегавајући замрзавање). Једном отворени лек треба одмах употребити.
Рокови трајања
Рок трајања хуманог антирабијског имуноглобулина (ХРИГ) који се продаје у земљама Евроо је 24 и 36 месеци (у зависности од произвошача).

## Контрола и превенција беснила и производња ХРИГ-а у Србији
Пастеров завод у Ноовом Саду, данас је национална референтна установа за беснило у Републици Србији, која се на бави
- превенцијом беснила људи и животиња
- праћењем и контролом мера превенције,
- дијагностиком беснила код људи и животиња,
- производњом хуманог антирабијски имуноглобулина у сарадњи са Институтом за трансфузију крви Републике Србије.[8]

Регистровани леови
- „Хумани антирабијски имуноглобулини”. Произвођа: Институт за трансфузију крви Србије, Србија
- „Rabies”. Произвођач: Санофи Пастер Француска)
- „Имуноглобулини (људски) против беснила. Произвођач: Имунолошки завод Хрватска.